# Správce počítače
Správce počítače je v informatice název pro systémového administrátora, tj. systémového uživatelského účtu (též správce systému, superuser nebo root), který má operačním systému nejvyšší oprávnění, které je prakticky absolutní. Jednoduchý princip absolutních oprávnění (tzv. „boha“) je základem mnoha operačních systémů, mezi něž patří řada Windows NT (Windows XP, Windows 7 atp.), všechny unixové systémy a další.

## Charakteristika
Za standardních okolností nelze činnost superuživatele omezit, což lze považovat za vadu bezpečnostního návrhu systému, protože správce může v systému provést jakoukoliv činnost a posléze o ní zničit všechny stopy a důkazy. Odlišným modelem jsou systémy, kde může být vytvořeno několik oddělených administrátorů s omezenými oprávněními (například systém OpenVMS), takže případná nekalá činnost může být ostatními správci odhalena (tzv. princip tří klíčů od trezoru).
Pro správce systému nejsou ve většině případů jádrem systému vyhodnocována oprávnění a jiná omezení, která jsou jinak pro běžné uživatele limitující. V některých případech však může být správce systému omezen, avšak toto omezení může sám snadno zrušit. V unixových systémech například nemůže uživatel root manipulovat se souborem, který má nastaven atribut immutable bit (pomocí příkazu chattr). V systémech Windows NT například nemůže Administrator přistupovat do adresáře, do kterého nemá nastavena oprávnění, avšak může převzít vlastnictví a oprávnění si přidělit.

## Unixové systémy
V Unixu a v ostatních unixových systémech je účet správce systému nazýván root, někdy též toor (tj. pozpátku). Jeho UID i GID je rovno číslu 0 (nula).
V moderních distribucích Linuxu bývá znemožněno se přihlásit pod účtem root. Místo toho má účet libovolné určené osoby přiděleno právo získat dočasně root oprávnění příkazy sudo <příkaz> nebo su.

## Microsoft Windows
V operačních systémech řady Windows NT (tj. též Windows XP, Windows 7 apod.) je ekvivalentním správcem systému účet Administrator. Pod kapotou operačního systému ale existuje ještě skrytý uživatel pojmenovaný SYSTEM, který může provádět mnoho operací navíc přímo bez varovných hlášek nebo přebírání oprávnění. Klasický správce může získat tato maximální oprávnění utilitou třetí strany zvanou psexec. Výsledek se blíží unixovému účtu root.
Administrátor v systémech Windows NT není stejný jako administrátor (root) v unixových systémech, některá práva jsou přidělena výše zmíněnému Local System účtu. Administrátorský účet slouží k tomu, aby nám povolil dělat různé změny napříč systémem (výjimkou jsou pak funkce, na které má právo jen Local System).[zdroj?]

## Novell Netware
V systému Novell NetWare byl účet správce systému nazýván supervisor, později admin.

## OpenVMS
V systému OpenVMS je účet správce systému nazýván "SYSTEM".

## Starší personální systémy
V mnoha starších operačních systémech, které byly používány primárně k domácímu/personálnímu využití měl uživatel plnou kontrolu nad operačním systémem (měl všechna práva). Spousta z těchto operačních systémů, jako například MS-DOS, neměla koncept multi-accountingu. Nicméně verze Windows 95 již povolovala mít více účtů, avšak pouze proto, aby si uživatelé mohli přizpůsobit svůj profil dle vlastních potřeb. Nijak tyto účty nezasahovaly do práv v systému, tudíž všechny účty měly všechna práva.